# كانوزيوس
كانوزيوس أو كانوسيوس هي كومونا في مقاطعة كونية في إقليم بيمنتة الإيطالية، وتقع على بعد 80 كيلومتر جنوب غرب مدينة تورينو أو طَرُنَة وعلى بعد 40 كيلومتر غرب بلدة كونية.
يحد بلدة كانوزيوس البلديات الآتية:أكسليو , أرغينتيرا , مارمورا , بيترابورزيو , برازو , سامبوكو .